# Museo Arqueológico de Alejandrópolis
El Museo Arqueológico de Alejandrópolis es un museo de Grecia ubicado en la ciudad de Alejandrópolis, perteneciente a la periferia de Tracia y Macedonia Oriental. Fue inaugurado en marzo de 2018 con una exposición temporal procedente del Museo Arqueológico de Tesalónica. La colección permanente del museo se inauguró en 2022.

## Exposición temporal
La exposición temporal que albergó inicialmente el museo contenía una serie de objetos arqueológicos de periodos comprendidos entre el siglo VI a. C. y el siglo IV d. C. procedentes de la zona norte de la Propóntide. Las piezas de esta exposición temporal habían sido reunidas por una asociación desde 1871 en Rodosto y fueron trasladadas a Tesalónica en 1922. Entre ellos se encuentran estatuas, estelas funerarias, relieves, elementos arquitectónicos e inscripciones.

## Exposición permanente
La exposición permanente del museo contiene una serie de piezas arqueológicas procedentes de diversos yacimientos de la unidad periférica de Evros. Entre ellas se encuentran estatuas, estelas funerarias, objetos de cerámica y de metal, monedas, armas, figurillas, herramientas y otros objetos de uso cotidiano. Pertenecen a periodos comprendidos entre el VI milenio a. C. y el siglo IV.